# Simulium auricoma
Simulium auricoma är en tvåvingeart som först beskrevs av Johann Wilhelm Meigen 1818.  Simulium auricoma ingår i släktet Simulium och familjen knott. Inga underarter finns listade i Catalogue of Life.